# 莫扎里
51°23′1″N 28°25′2″E / 51.38361°N 28.41722°E
莫扎里（烏克蘭語：Можари），是烏克蘭北部的村莊，隸屬日托米爾州的科羅斯滕區。該村始建於1545年，面積2.55平方公里，海拔高度202米，2001年人口925，人口密度每平方公里362.32人。